# 熊本県立図書館
熊本県立図書館（くまもとけんりつとしょかん）は、熊本県熊本市中央区にある図書館・文学館である。水前寺江津湖公園内にあり、「温知館」の愛称が付けられている。建物内にくまもと文学・歴史館を併設している。

## 沿革
- 1896年（明治29年）9月 - 熊本県観聚館（物産館）付属図書館として一般公開（熊本市南千反畑町33）。
- 1911年（明治44年）5月 - 熊本県観聚館の隣接地に独立館舎が完成。
- 1912年（明治45年）4月 - 熊本県観聚館から独立して熊本県立図書館となる。
- 1912年（明治45年）7月 - 夜間貸出を開始。
- 1913年（大正2年）5月 - 館外貸出を開始。
- 1914年（大正3年）8月 - 県内の公共図書館・県立学校への図書貸出（巡回文庫）を開始。
- 1923年（大正12年）4月 - 郡制廃止に伴い、玉名・宇土・下益城・球磨・芦北・天草の郡立図書館が県に移管され、県立図書館分館となる。
- 1929年（昭和4年）3月 - 玉名・宇土・下益城・球磨・芦北・天草の分館が各郡教育支会に移管。
- 1945年（昭和20年）7月 - 熊本大空襲により、全蔵書8万3000冊と361坪の館舎を焼失。
- 1946年（昭和21年）1月 - 長崎次郎書店（熊本市上通町四丁目）内に熊本図書館分室を開設。
- 1946年（昭和21年）3月 - 熊本城内の旧第6師団法務部庁舎にて開館（旧陸軍幼年学校蔵書など9,245冊）。
- 1951年（昭和26年）10月 - 熊本県立図書館設置条例が施行。熊本県立熊本図書館は熊本県立図書館に再改称。
- 1958年（昭和33年）12月 - 熊本市千葉城町2番地に館舎落成して開館[2]。
- 1960年（昭和35年）8月 - 移動図書館車による県内全域へのサービス開始。
- 1967年（昭和42年）2月 - 別館竣工。
- 1971年（昭和46年）3月 - 別館増築工事（2-3階）竣工。
- 1985年（昭和60年）7月 - 熊本市出水二丁目5番1号・江津花壇跡地に、県立図書館新館・近代文学館竣工。
- 1985年（昭和60年）10月 - 県立図書館新館・近代文学館が開館。コンピュータシステムを導入。
- 1997年（平成9年）6月 - 既存の移動図書館車1台に加え、配本協力車1台を導入。
- 2000年（平成12年）3月 - 移動図書館を廃止。翌4月からは配本協力事業に全面切り替え。
- 2004年（平成16年）4月 - 休館日を月曜日から火曜日へ変更。
- 2012年（平成24年）2月 - 蔵書へのICタグ貼付完了。自動貸出機を設置。
- 2014年（平成26年）7月 - 県立図書館・近代文学館ともに改修工事のため長期休館に入る。県立図書館の改修工事は2015年3月に完了。
- 2016年（平成28年）1月28日 - 熊本近代文学館の改修工事が完了し、施設名称をくまもと文学・歴史館として新装開館[1]。

## 施設

### 熊本県立図書館
- 所在地：熊本県熊本市中央区出水二丁目5番1号
- 蔵書数：115万7176冊（2020年3月31日現在）
- 開館：1896年（明治29年）9月
- 設計者：株式会社安井建築設計事務所
- 表彰：第13回日本建築家協会25年賞(2013年度)

### くまもと文学・歴史館

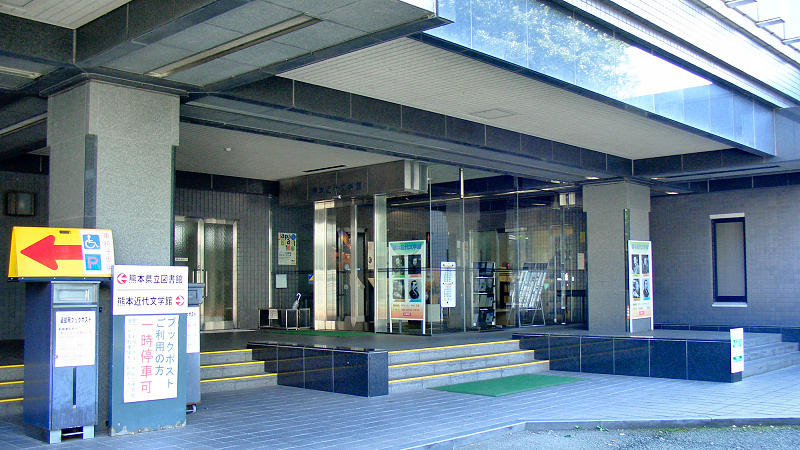
くまもと文学・歴史館入口（旧名称時代）

- 所在地：熊本県熊本市中央区出水二丁目5番1号（県立図書館に併設）
- 蔵書数：古文書類、文学資料など計7万6千点（2016年（平成28年）1月28日現在）[1]
- 開館：1985年（昭和60年）10月（2016年（平成28年）1月28日に名称変更[1]）

## 交通アクセス
- 鉄道
  - JR豊肥本線新水前寺駅から約1.2km
  - 熊本市電市立体育館前電停から約300m
  - 熊本市電商業高校前電停から約400m
- バス
  - 水前寺公園前・県立図書館入口から約400m